# Dryadaula ussurica
Dryadaula ussurica är en fjärilsart som beskrevs av Reinhardt Gaedike 2000. Dryadaula ussurica ingår i släktet Dryadaula och familjen äkta malar. Inga underarter finns listade i Catalogue of Life.